# Mórka
Mórka (dawniej też Morkowo i Murka, niem. Moorfelde) – wieś w województwie wielkopolskim, w powiecie śremskim, w gminie Śrem. Leży na Pojezierzu Krzywińskim, w sąsiedztwie dwóch jezior: Mórka oraz Mórka Mała. We wsi krzyżują się ponadto drogi powiatu śremskiego, oznaczone numerami: 4068 i 4071.

## Historia
Osadnictwo w Mórce pojawiło się już w średniowieczu, o czym świadczy grodzisko na półwyspie mniejszego z móreckich jezior. Pierwsza wzmianka o wsi pochodzi z 1351 i wspomina tutejszego komesa imieniem Michał. Kolejny dokument został wystawiony w 1371 przez Benedyktynów z Lubinia. Wspomina on z kolei dziedzica Mórki, Piotra z rodu Ostojów oraz plebana Mikołaja. Od XVI wieku majątek był w rękach Radzewskich, Cieleckich i Radońskich. Wieś Morka położona była w 1580 roku w powiecie kościańskim województwa poznańskiego. Od 1787 właścicielem był Franciszek Bojanowski, po jego potomkach Jan Nepomucen Kurnatowski herbu Łodzia. Do II wojny światowej majątek posiadali Czesław Czochron, Antoni Żółtowski oraz Roman Niedzielski.
W latach 1975–1998 miejscowość administracyjnie należała do województwa poznańskiego.

## Atrakcje turystyczne
Zabytki chronione prawem
- kościół Wniebowzięcia Najświętszej Marii Panny z końca XVI wieku z wieżą z 1725[7][8]
- park podworski o powierzchni 3,1 ha z pocz. XX wieku

Pozostałe obiekty
- zespół pałacowy składający się z dworu, obory i stajni
- kilka budynków mieszkalnych
- figura Matki Boskiej Królowej Polski z początku XX wieku[11]
- cmentarz przy parafii z przełomu XVIII i XIX wieku[12]

Atrakcją wsi jest także grodzisko stożkowate znajdujące się na półwyspie jeziora Mórka Mała, późnośredniowieczne. Do świątków przydrożnych należy także kapliczka Matki Boskiej Różańcowej z 1890 oraz dwa krzyże sprzed II wojny światowej.